# کوروویه
کوروویه (به لاتین: Korovye) یک منطقهٔ مسکونی در روسیه است که در استان آستراخان واقع شده‌است.